# Guilherme I de Narbona
Guilherme I de Narbona foi visconde de Narbona entre 1388 e 1397. Foi seguido por Guilherme II de Narbona.